# Une fille en or (livre)
Pour l’article homonyme, voir Une fille en or.
Une fille en or est un roman de Philippe Nessmann paru chez Flammarion jeunesse le 9 juin 2021.
C'est un roman historique basé sur l'histoire de Betty Robinson, première femme à gagner une médaille olympique d'athlétisme.

## Résumé
Betty Robinson est le personnage principal de cette histoire. Au début du livre, elle a 16 ans et vit à Riverdale, un quartier de Chicago, aux États-Unis. Elle est repérée par son professeur de sciences: Mr. Price, ce qui va lui permettre de découvrir l’athlétisme. Elle découvrira vite son talent et arrivera à un très haut niveau de compétition, notamment les Jeux olympiques. Quelques années plus tard, elle va avoir un grave accident d’avion qui la poussera à tout reconstruire, tout réapprendre, une nouvelle vie commence alors pour elle.

## Les personnages

### Betty Robinson
Betty est une héroïne, non seulement à travers ses victoires, mais aussi ses nombreux combats. En effet, après son accident, elle perd environ 1cm de sa jambe et n’arrive plus à plier son genou. Grâce à son beau frère Jim et tous ses efforts, elle remonte la pente et recommence la course. Après tout cela, une crise économique bouleverse les USA. Betty est contrainte de ne plus aller à l’université et d’arrêter l’athlétisme ainsi que de trouver du travail. Finalement, elle fera tout pour s’en sortir et retourner aux JO.

### Wilson
Wilson est le cousin de Betty, c’est aussi un pilote amateur. Lors de l’accident, il est aux commandes du Waco 10, un petit avion de tourisme. Il perdra l’usage d’une jambe qui sera, par la suite, amputée.

### Charles Price
Professeur de science et coach sportif, c’est lui qui trouve et révèle le talent de Betty pour la course. Personnage jovial et optimiste. Lorsqu’il se rend compte de l’hostilité des garçons envers Betty, il lui conseille de rejoindre l’IWAC (Illinois Woman’s Athletic Club).

### Jim
C’est le mari de Jeannette (la sœur de Betty). Il est donc le beau-frère de Betty Robinson. Il a encouragé Betty à poursuivre l’athlétisme après son accident. Il la prépare pour les qualifications aux jeux Olympiques de Berlin en 1936. Ce personnage n’est que très peu mentionné, même s'il joue un rôle important dans la rééducation de Betty.

### Le père
Le père de Betty Robinson se nomme Harry Robinson. D’origine irlandaise, il grandit dans son pays natal qu’il quitte pour les États-Unis, pour fuir la misère. Après avoir effectué des petits boulots pour gagner un peu d’argent, il rencontre la mère de Betty et devient directeur d’une banque. Il est l’une des premières personnes à soutenir Betty pour l’athlétisme et pour aller à l’IWAC (l’Illinois Woman’s Athletic Club).
Durant la période de la grande Dépression , il perd son travail, mais ce n’est pas pour autant qu’il ne continue pas d’encourager sa fille à courir. Lorsqu’il retrouve un travail pour gagner un peu d’argent pour sa famille, il est chargé de s’occuper de la sécurité à l’usine métallurgique Acme Steel Co.

### La mère
Elle s’appelle Lizzie et est née à Wilson. Elle habite à Riverdale, elle est mariée à Harry Robinson (le père de Betty). Mme Robinson est femme au foyer. Elle est très protectrice envers ses enfants, ce qui crée parfois des conflits. Lorsque Betty est qualifiée et veut partir aux J.O. d’Amsterdam, elle s’oppose aux projets de sa fille. Lizzie préférerait que Betty se marie et fonde une famille (à l’image de ses sœurs). Derrière son opposition se cache en réalité l’inquiétude que sa fille se blesse pendant ses courses. Mme Robinson essaye de convaincre Betty de jouer un instrument de musique plutôt que de courir. La mère de Betty ne veut pas qu’elle rentre à l’IWAC, elle ne veut pas que sa fille monte dans l’avion avec Wilson car elle a peur qu’il lui arrive quelque chose. Après son accident, la mère de Betty est très présente pour sa fille.

### Dee Boeckmann
Dee Boeckmann (en) est née le 9 novembre 1906 à St. Louis, Missouri (États-Unis) et décédée le 25 avril 1989 à Creve Coeur, Missouri (États-Unis). Dans le livre, âgée de 23 ans, Dee Boeckmann est originaire du Missouri. Elle accompagne Betty Robinson aux J.O. d’Amsterdam en 1928 où elle participe aux 800 mètres. Huit ans plus tard, elle refait surface dans la vie de Betty Robinson lors de la préparation des JO de Berlin en 1936. Elle sera coach d’athlétisme et se montera froide et stricte durant cette période . Dee Boeckmann devient la première femme à entraîner l'équipe nationale d'athlétisme des États-Unis. En 1976, elle est intronisée au National Track and Field Hall of Fame (Temple de la renommée de l'athlétisme des États-Unis).

### Les athlètes cités dans le livre
Hariett Bland : Née le 13 Février 1915 à Saint Louis, décédée le 6 novembre 1991 à Forth worth. Elle est l’amie de Betty Robinson et participe aux Jeux Olympiques d’Amsterdam. Aux Jeux Olympiques de Berlin en 1936, elle deviendra championne du 100 mètres et du relais 4 fois 100 mètres avec Betty Robinson,Helen Stephens et Annette Rogers.
Jesse Owen: Né le 12 septembre 1913 à Toucson et décédé le 31 mars 1980 à l’âge de 66 ans. Il a participé à quatre Jeux Olympiques, dont ceux de Berlin et a remporté quatre médailles d’or au 100 mètres, 200 mètres et au relais 4x 100 mètres par équipe.
Annette Rogers : Née le 22 octobre 1913, décédée le 8 novembre 2006 à l’âge de 96 ans. Elle a participé à deux Jeux Olympiques. Elle arrive 6ème au saut en hauteur, médaille d’or au relais 4x100 mètres aux Jeux Olympiques de Los Angeles en 1932, 5ème au saut en hauteur aux Jeux Olympiques de Berlin en 1936 et médaille d’or au relais 4x100 mètres dans l’équipe de Betty à Berlin.
Buster Crabbe : né le 7 février 1908 et il est décédé le 23 avril 1983. Nageur américain, il participe aux Jeux Olympiques d’Amsterdam en 1928, en même temps que Betty Robinson. Ils se rencontrent sur le bateau qui les conduit à Amsterdam. Buster remporte une médaille d’or pour le 1500 mètres nage libre et une médaille d’or aux Jeux Olympiques de Los Angeles en 1932 au 400 mètres nage libre. Après sa carrière de sportif, il s’est lancé dans le cinéma.
Helen Stephens : Née le 3 février 1918 à Fluton, décédée le 17 janvier 1994, elle a participé aux Jeux Olympiques d’été de Berlin en 1936. Elle a remporté une médaille d’or au relais 4x100 mètres avec Harriet Bland, Annette Rogers et Betty Robinson.
Kay Maguire : elle a participé à des compétitions pour la Pacific High School et plus tard pour le Headlight Athletic Club. Elle était l'une des trois sœurs (Kay, Anna et Irene) qui ont participé aux premières compétitions féminines d'athlétisme. Avec les sœurs Maguire, la Pacific High School a été invaincue dans les compétitions d'athlétisme féminines pendant cinq ans. Kay Maguire a été championne de l'AAU au saut en hauteur en 1926 et 1927. Elle est ensuite devenue enseignante à l'école primaire. Après s'être mariée, elle aura un enfant qui moura en bas âge. Elle et son mari ont ensuite servi de famille d'accueil à 13 enfants en attente d'adoption. Betty l’a rencontrée sur le bateau qui les conduisaient à Amsterdam, elles étaient camarades de cabine avec la sportive Dee Boeckmann.
Stella Walsh : C’est la principale adversaire de Betty dans les années 1929/1931. Championne olympique du 100 mètres en 1932, cette sprinteuse d’origine polonaise a connu une fin tragique, tuée en 1980 par une balle perdue lors d’une fusillade à Cleveland. Après autopsie, le médecin découvre qu’elle est hermaphrodite. Ses médailles ne lui ont toutefois pas été retirées.

### Autres personnages
Evelyn est l’une des sœurs de Betty Robinson. A 27 ans, elle vit avec son mari Frank et ses 2 filles en attendant son 3e enfant, dans le même immeuble que toute sa famille à Riverdale. Elle est mère au foyer .
Dick et Carl sont dans la même équipe d’athlétisme que Betty Robinson. Dick est un camarade de classe de Betty. Carl est en dernière année.

### L’accident
Betty décide de rejoindre son cousin pour prendre l’air. Sa mère qui veut la protéger refuse mais Betty insiste et un conflit débute. Betty finit par partir rejoindre son cousin malgré l’opposition de sa mère. Ils vont avoir un grave accident d’avion. L’héroïne aura une jambe cassée, une commotion cérébrale et un bras blessé, elle reste dans le coma pendant plusieurs semaines. L'athlète ressort en fauteuil roulant avec une jambe plus courte et l'impossibilité de pouvoir s’agenouiller. Elle devra alors réapprendre à vivre et abandonnera l’athlétisme… du moins pour un temps !

### Un combat et un message féministe
A cette époque, l’athlétisme était un sport essentiellement réservé aux hommes, les femmes qui le pratiquaient, malgré leur talent, étaient très mal vues. Betty Robinson va devoir quitter son club d’athlétisme à cause des garçons qui vont la mettre de côté. Sa meilleure amie elle-même lui dit que ce sport n’est pas fait pour les filles et qu’elle devrait arrêter.
Betty Robinson va atteindre un très haut niveau, elle va gagner beaucoup de compétition aux États-Unis. Elle restera dans l’histoire, la première femme à gagner l’or aux jeux olympiques d’été en 1928. Elle va aussi gagner cette même année la médaille d’argent en relais.
Après son accident, Betty Robinson a été qualifiée au JO de Berlin. En cette période de crise économique, peu avant la seconde Guerre mondiale, Betty va tout faire pour réussir à trouver l’argent nécessaire pour s’y rendre. Sa dernière médaille olympique sera justement l’or en relais en 1936 à Berlin.

## Prix littéraires
Une fille en or a reçu nombreux prix littéraires entre 2022 et 2024 :
- Prix du roman historique jeunesse 2022 du salon Les Rendez-vous de l’Histoire[9]
- Prix des Dévoreurs de livres 2023[10]
- Prix Livre Franche organisé à Villefranche-de-Rouergue[11]
- Prix Livrovore de la médiathèque de Brindas
- Prix KATULU 2023 [12]
- Prix Vendée'Lire 2024[13]
- Prix Ados 2024 de la ville de Senlis[14]